# روجرز سیتی (میشیگان)
روجرز سیتی، میشیگان (به انگلیسی: Rogers City, Michigan) یک شهر در ایالات متحده آمریکا با جمعیت ۲٬۸۲۷ نفر است که در میشیگان واقع شده‌است.

## موقعیت جغرافیایی
موقعیت جغرافیایی شهرها و مناطق اطراف به شرح زیر است: